# Syllegomydas berlandi
Syllegomydas berlandi is een vliegensoort uit de familie Mydidae. De wetenschappelijke naam van de soort is voor het eerst geldig gepubliceerd in 1941 door Séguy.
De soort komt voor in Marokko.